# Andrej Zolotarev
Andrej Zolotarev (egentligen Zolotarjov), bror till Alexej Zolotarjov, är en rysk bandyspelare, född 25 april 1971. Han spelar nu för Dynamo Moskva som försvarare.